# Carla Guagliardi

## Carla Guagliardi
Carla Guagliardi (1956, Rio de Janeiro) é uma artista e educadora artística. Foi uma das fundadoras do grupo Visorama, que promoveu debates acerca das questões da arte contemporânea no final dos anos 1980 e na década de 90.
A artista, que vive entre o Rio de Janeiro (Brasil) e Berlim (Alemanha) desde 1997, atua no circuito de artes mundial e, busca direcionar seu trabalho em condições internas da vida, examinando o corpo como uma espécie de entidade pulsante. Em suas obras, a artista busca experimentar materiais diversos, como água, algodão e aço.

## Educação e Carreira
A artista cursou, entre 1987 à 1989, a Escola de Artes Visuais do Parque Lage, no Rio de Janeiro. Além de ter se pós-graduado, em 1991, em História da Arte e da Arquitetura no Brasil, na Pontifícia Universidade Católica do Rio de Janeiro (PUC-RJ).
Entre 1986 e 1989, Carla Guagliardi fez parte de um grupo de artistas que implementaram uma oficina de livre expressão artística no núcleo feminino da Colônia Juliano Moreira, tendo conhecido e convivido com Arthur Bispo do Rosário e Stella do Patrocínio nesta ocasião.
Entre os anos de 1999 à 2007, participou de diversos programas para artistas residentes e em sua maioria, eram programas internacionais. Em 1999, participou do Kunstlerhaus Bethanien Berlim, em 2001 foi agraciada com uma Bolsa de Cultura Virtuose do MinC e, por fim, em 2007, realizou residência pelo Artists Residence L.A. Villa Aurora, Los Angeles.

## Exposições individuais[6]
- 2019: “Conversa com a parede / Gespräch mit der Wand”. Kajetan Berlin - Raum für Kunst, Berlin.[7]
- 2014: “Fuga”, Diehl CUBE, Berlim, Alemanha.[8]
- 2013: “Para quem voa, descansar”, Museu do Açude, Rio de Janeiro, Brasil.
- 2013: “Carla Guagliardi (com Evelina Cajacob)”, Galerie em Bochum , Bochum, Alemanha.
- 2012: “ Os cantos do canto”, Galeria Anita Schwartz, Rio de Janeiro, Brasil.
- 2010: “O lugar do ar”,  Instituto Mariantonia (USP) , São Paulo, Brasil.[9]
- 2009: “O lugar do ar”, Museu de Arte Moderna do Rio de Janeiro, Rio de Janeiro, Brasil.
- 2009: “ Luogo d'aria ”, Castel dell'Ovo, Nápoles, Itália.
- 2009: “ Schwerelos ”, Haus am Waldsee, Berlim, Alemanha.
- 2004: “Um mar e dois desertos”,  Galerie em Bochum , Bochum, Alemanha.
- 2000: “Der Ort der Luft”, Kunstverein auf dem Prenzlauerberg, Berlim, Alemanha.
- 2000: “Nada do que não era antes”, Paço Imperial, Rio de Janeiro, Brasil.
- 1999: “Nada do que não era antes”,  Künstlerhaus Bethanien , Berlim, Alemanha.
- 1996: “Memória Líquida”, Galeria IBEU Copacabana , Rio de Janeiro, Brasil.
- 1996: “Às Parcas e ao Edi”, Galeria IBEU Madureira, Rio de Janeiro, Brasil.

## Exposições coletivas[6]
- 2019: “Art Düsseldorf”, Galerie M, Kaltschmiedehalle.[10]
- 2015: “opera II (or Where is the time I have left in this space?)”, Die Raum, Project Space Festival Berlin.[11]
- 2014: “Berlin Heist // 4ª Bienal de Mediações Poznan 2014 “, Museu Nacional, Poznan, Polônia.
- 2011: “Fazemos versões”,  Westfälischer Kunstverein , Münster, Alemanha.
- 2011: “TimeFrame”, University Gallery/University of Essex, Colchester, Inglaterra.
- 2010: “ O desejo da forma ”, Akademie der Künste, Berlim, Alemanha.
- 2010: “ A ilusão do vidro ”, National Glass Center, Sunderland, Inglaterra.
- 2008: “+40°C -30°C Arte Contemporânea do Brasil e da Finlândia”,  Vantaa Art Museum, Finlândia.
- 2006: “ Intervenções/Copa da Cultura ”, Haus der Kulturen der Welt, Berlim, Alemanha.
- 2006: “Anstoss Berlin”, Haus am Waldsee, Berlim, Alemanha.
- 2005: “Nostalgia do corpo”, Gallery Firstsite, Colchester, Inglaterra.
- 2004: “Erben: Erobern”, Steirischer Herbst, Graz, Áustria.
- 2003: “Correntes alternadas”, Universidade de Essex , Colchester, Inglaterra.
- 2002: “Morro Labirinto”, Paço Imperial, Rio de Janeiro, Brasil.
- 2002: “Casa do Amor”, Hotel Love’s House, Rio de Janeiro, Brasil.
- 2002: “KHOJ 2002”,  Workshop-exposição, Mysore/bangalore, Índia.

## Trabalhos em coleções[12]
- Museu de Arte Moderna do Rio de Janeiro, Rio de Janeiro, Brasil.[13]
- Museu de Arte Moderna da Bahia, Salvador, Brasil.[14]
- Coleção Gilberto Chateaubriand, Rio de Janeiro, Brasil.[15]
- Coleção Hoffmann, Berlim, Alemanha.
- ESCALA (Coleção Essex de Arte da América Latina).
- Coleções particulares no Brasil, Alemanha, Holanda, Bélgica, Hong-Kong, Istambul/Turquia, Índia, Espanha e Áustria.

## Publicações (seleção)
- 2015: “Onde está o tempo que eu deixei neste espaço?”, arquivo em PDF, Coleção: Ninguém Mais Sabe.[16]
- 2012: Jurriaan Benschop e Carla Guagliardi, em resenha no Artforum online, para a exposição "Os cantos do canto" na Galeria Anita Schwartz no Rio de Janeiro.[5]
- 2010: Robert Kudielka, Angela Lammert e Carla Guagliardi, em entrevista no catálogo da exposição "Das Verlangen nach Form/ O desejo da forma- Neoconcretismo und zeitgenössische Kunst aus Brasilien", na Akademie der Kunst, páginas 216-219, Berlim.[5]

## Prática Artística
As obras de Guagliardi tem grande enfoque na escultura e na instalação.

## Prêmios e reconhecimentos[6]
- 2017: Artista finalista ao PIPA 2017.[17]
- 2013: Revista Arte e ensaios n° 26 (Universidade Federal do Rio de Janeiro), junho de 2013.
- 2010: Artista indicada ao Pipa 2010.[18]
- 2010: Mostras de artistas no exterior/ Brasil Arte Contemporânea, Fundação Bienal de São Paulo e Ministério da Cultura, São Paulo/Brasília, Brasil.
- 2008: Edital Artes Visuais, Secretaria de Cultura do Estado do Rio de Janeiro, Rio de Janeiro, Brasil.
- 2007: Artista convidado em Residência, Villa Aurora, Los Angeles, EUA.
- 2002: Workshop-exposição de bolsas em programa de residência, KHOJ, Mysore/Bangalore, Índia.[19]
- 2001: Bolsa de Artes RIOARTE, RIOARTE, Prefeitura da Cidade do Rio de Janeiro, Rio de Janeiro, Brasil.
- 2001: Concede o Programa Internacional de Residência Artística de Helsinque, HIAP/ Cable Factory, Helsinque, Finlândia.
- 1999-2000: Bolsa Virtuose, Ministério da Cultura do Brasil, Atelier Programm 1999 Kunstlerhaus Bethanien, Berlim, Alemanha.
- 1996: Prêmio Melhor Mostra do Ano, Galerias IBEU / Instituto Cultural Brasil-Estados Unidos, Rio de Janeiro, Brasil.
- 1995: II Salão de Arte da Bahia, Museu de Arte Moderna da Bahia, Salvador, Brasil.